# Pandemia de COVID-19 nos Camarões
Este artigo documenta os impactos da pandemia de COVID-19 nos Camarões e pode não incluir todas as principais respostas e medidas contemporâneas.

## Cronologia
Em 6 de março de 2020, o primeiro caso de COVID-19 nos Camarões foi confirmado. A pessoa infectada é um cidadão francês que havia chegado à capital do país, Yaoundé, em 24 de fevereiro.
O segundo caso no país foi anunciado no mesmo dia, tratando-se de um residente local que esteve em contato próximo com o primeiro infectado. As autoridades, no entanto, não divulgaram demais informações.
Em 18 de março, 5 novos casos foram confirmados. Embora não tenham sido publicadas outras informações sobre as vítimas, uma das confirmadas é de outro país. Em 20 de março, dois casos suspeitos foram negados.